# Equisetum trachyodon
Equisetum trachyodon är en fräkenväxtart som först beskrevs av Addison Brown, och fick sitt nu gällande namn av Johann Friedrich Wilhelm Koch. Equisetum trachyodon ingår i släktet fräknar, och familjen fräkenväxter. Inga underarter finns listade i Catalogue of Life.